# Henk Zanoli
Hendrikus Antonius (Henk) Zanoli (Laren, 21 april 1923 - Den Haag, 9 december 2015) was een Nederlands verzetsman.

## Oorlog
Zanoli werd geboren in Laren. Tijdens de oorlog werd Zanoli’s vader door de Duitsers wegens verzetsactiviteiten gearresteerd (en later vermoord). In de lente van 1943 bracht de jonge Zanoli het 11-jarige joodse jongetje Elchanan Pinto (Hameiri) van Amsterdam naar Eemnes. De jongen overleefde daar, onder de hoede van Henks moeder Jans, de oorlog. De familie van Pinto werd vermoord door de Duitsers.

## Rechtvaardige onder de Volkeren
De moeder van Henk Zanoli kreeg in 2011 de Israëlische onderscheiding Rechtvaardige onder de Volkeren. In augustus 2014 retourneerde Zanoli die onderscheiding van zijn moeder vanwege een luchtaanval op Gaza door het Israëlische leger, waarbij 6 familieleden van Zanoli om het leven kwamen.

## Civiele procedure
Een Nederlands lid van de getroffen familie in Gaza, wonende in Nederland, had in 2018 een civiele procedure aangespannen tegen de verantwoordelijke militairen in Israël. Op 29 januari 2020 oordeelde de rechtbank in Den Haag dat de Nederlandse rechter niet bevoegd was, en deze uitspraak is op 7 december 2021 in hoger beroep door het Gerechtshof Den Haag bekrachtigd.